# Музей исторического факультета БГУ
Музей исторического факультета БГУ — структурное подразделение Белорусского государственного университета, один из пяти музеев университета. Музей является учебно-вспомогательным подразделением исторического факультета.

## История
Сразу после открытия БГУ возникла идея создания исторического музея. В марте 1924 года по инициативе профессоров М. В. Довнар-Запольского и С. З. Каценбогена был открыт музей первобытной культуры и религии. Его посещение было платным (со скидкой членам профсоюза). Профессор Каценбоген стал первым директором музея.
Уже в декабре 1924 года музей перевели в состав Коммунистической академии, но через год вернули университету. С декабря 1926 года он переименован в музей истории религии и атеизма. Следующее десятилетие его существования практически не отражено в публикациях и архивных документах.
Новый этап в развитии музея связан с именем доцента кафедры истории древнего мира и средних веков В. И. Шевченко, который летом 1939 года в качестве исполняющего обязанности заведующего историко-археологическим музеем был направлен в музей юга СССР с целью пополнения фондовых коллекций. Одновременно он руководил археологической практикой студентов исторического факультета в Херсанесе (Крым). В феврале 1940 года состоялось открытие историко-археологического музея, который получил из Государственного Эрмитажа копии предметов античного искусства, а также коллекцию древнегреческих, древнеримских и византийских монет.
Во время войны коллекции музея были разграблены или погибли в пожаре. Сохранилась лишь незначительная часть довоенного сбора. В 1948 году во время капитального ремонта в здании биологического факультета (ныне в нём размещается факультет географии) были выявлены экспонаты по истории Древнего мира. Снова в Эрмитаже были заказаны копии статуй, ваз и барельефов. В здании биофака в том же году была открыта экспозиция античной культуры и археологии.
С начала 1950-х годов начинается целенаправленный сбор материалов по истории БГУ. В 1951 году в музее открывается выставка, посвящённая 30-летию университета. В следующие несколько лет о деятельности музея почти ничего неизвестно. Уже в конце 1950-х годов возобновляется пополнение коллекций музея белорусскими материалами. Проводятся этнографические и археологические экспедиции. В 1959 году к 25-летию исторического факультета при кафедре истории БССР открывается обновлённый историко-археологический музей. В 1964 году создаётся нумизматический кабинет.
В 1970-е годы акцент в деятельности музея снова перемещается на сбор материалов по истории БГУ: в 1971 году открывается комната подарков, а в 1977 году по инициативе ректора В. М. Сикорского открывается отдел истории университета. Тем не менее, археологическая, этнографическая и нумизматическая коллекции музея продолжают регулярно пополняться. Этому способствует, в первую очередь, активная деятельность сотрудников созданной в 1973 году кафедры археологии, этнографии и вспомогательных исторических дисциплин.
В связи с переездом исторического факультета в здание на ул. Красноармейской, музей в 1993 году был разделён на 2 части. С 1995 года отдельно существуют музей истории БГУ и учебный музей исторического факультета (официально — учебная лаборатория музейного дела). Последний состоит из отделов археологии, этнографии, античной культуры и Древнего Востока, а также нумизматический кабинет. В декабре 2007 года состоялось открытие новой археологической экспозиции.
Сотрудники исторического факультета вместе с сотрудниками музея истории БГУ выступили разработчиками сайта БГУ о собственной истории.

## Использование музея
На основе музейных коллекций организована учебная и научно-исследовательская деятельность студентов, которые пишут курсовые и дипломные работы. Здесь же студенты проходят музейную практику. Также в музее проводятся учебно-практические занятия по предметам «Археология Беларуси», «Нумизматика Беларуси», «Этнология», «История материальной культуры Беларуси», «Культура древнего мира».
Кроме этого, белорусские и зарубежные учёные имеют возможность использовать материалы музея для своих исследований. В первую очередь, это касается богатейшей археологической коллекции.
Кроме постоянных экспозиций, музей проводит временные выставки, которые соответствуют тематике мероприятий, которые проводятся на факультете. В последнее время были организованы выставки посвящённые войне 1812 года в Беларуси, юбилею кафедры археологии и специальных исторических дисциплин, 125-летию первого ректора БГУ В. И. Пичеты, 70-летию исторического факультета БГУ, 100-летию со дня рождения Ф. М. Нечая. В 2010 году после реконструкции был открыт нумизматический кабинет. Также проводятся международные конференции.
Музей проводит экскурсии по предварительной договорённости для организованных групп.

## Экспозиция
Экспозиция состоит из трёх частей: этнографической, археологической и нумизматической. Наибольший интерес у посетителей всегда вызывает нумизматическая коллекция, которую на протяжении многих лет собирал белорусский историк Валентин Рабцевич. Уникальным экспонатом бронзовая подвеска XI—XII веков с первыми восточнославянскими святыми Борисом и Глебом.
В коллекции музея имеются первые металлические изделия на территории Беларуси, которые относятся к эпохе бронзового века. Множество украшений (например, бусы). Важной частью экспозиции являются предметы XII—XIII веков, которые были найдены во время исследования Вищанского замка.

## Нумизматический кабинет
В музее присутствует нумизматический кабинет, представленный коллекциями монет от античности до современности в количестве 8 тыс. монет. Кабинет разделён на две части: первая - систематическая коллекция, где выставлены монеты в хронологическом и территориальном порядке, и сокровищ, найденных на территории Беларуси. Среди представленных монет имеются римские денарии, куфические дирхамы,западноевропейские денарии, пражские деньги, всевозможные монеты Великого Княжества Литовского и Речи Посполитой, чеканку европейских стран Нового времени и т.д. В обновлённой экспозиции появились и монеты XIX-XX вв. Самая древняя монета в коллекции - греческая, датируемая V в. до н. э.
Созданный в 1964 г. по инициативе профессора Валентина Рябцевича на основе его личной коллекции, на тот момент это был единственный в Беларуси нумизматический кабинет. Он не имел аналогов на территории СССР. В коллекции нет купленных экспонатов, фонды пополняются за счёт находок кладов, даров коллекционеров и подаркам от студентов. На сегодняшний день в нумизматическом кабинете БГУ 53 клада, большая часть которых была доставлена В. Рябцевичем.

## Сноски
1. ↑  Музей. hist.bsu.by. Дата обращения: 26 июля 2019. Архивировано 22 июля 2019 года.
2. ↑  Кристина Криворучко. БГУ к 95-летию запустил сайт о собственной истории. Сайт информационного агентства "Минск-Новости" (28 октября 2016). Дата обращения: 26 июля 2019. Архивировано 22 июля 2019 года.
3. ↑  Нумизматы из девяти стран соберутся 16 мая в Минске. Белорусское телеграфное агентство (11 мая 2018). Дата обращения: 31 июля 2019. Архивировано 31 июля 2019 года.
4. ↑  Sputnik. Коллекция монет и кладов: в Минске появился ещё один музей. Sputnik Беларусь. Дата обращения: 26 июля 2019. Архивировано 22 июля 2019 года.
5. ↑  Музей исторического факультета БГУ. museums.by. Дата обращения: 26 июля 2019. Архивировано 22 июля 2019 года.
6. ↑  "До 15 лет с конфискацией". Что скрывает самый богатый нумизматический кабинет Беларуси. TUT.BY (21 октября 2017). Дата обращения: 31 июля 2019. Архивировано из оригинала 31 июля 2019 года.